# HD 151566
Désignations
HD 151566 est une étoile double de la constellation de l'Autel. À partir de 1991, la paire a une séparation angulaire de 3,10" avec un angle de position de 42°.